# 47619 Johnpursch
47619 Johnpursch este o planetă minoră (asteroid), cu un diametru de 3,907 km, din centura de asteroizi. A fost descoperită pe 30 ianuarie 2000 la Catalina Station⁠(d) de Catalina Sky Survey. 
Obiectul prezintă o orbită caracterizată de o semiaxă mare de 2,835830359744 UAi, o excentricitate de 0,078489594877982, o înclinație de 16,034462593537 ° în raport cu ecliptica.